# 斯圖加特踢球者足球俱樂部
斯圖加特踢球者足球俱樂部（Sportverein Stuttgarter Kickers e. V.）是位於德國巴登-符滕堡州斯圖加特的一家足球俱樂部。俱樂部目前參加巴登-符腾堡足球高级联赛的賽事。俱樂部在1987年德國杯比賽上獲得過亞軍，在2000年的德國杯賽上又進入四強。

## 歷史
斯圖加特踢球者自成立後一直在地區聯賽稱王稱帝，惟當晉身全國性錦標賽便無以為繼。二戰後斯圖加特踢球者被置於南部州級聯賽（Oberliga Süd）作賽，成績位列中下游。1960年代初斯圖加特踢球者一直維持在第二級聯賽參賽，1963年當德甲成立後，球隊被編入地區聯賽南區（Regionalliga Süd），地區聯賽於1974年改為職業聯賽並重組成為德乙，斯圖加特踢球者逐漸進佔聯賽榜上游位置。於1987年獲得德國盃亞軍後，翌年更奪得德乙聯賽冠軍及升班德甲資格。但僅一季即以第17位成績回降德乙，於1990/91年球季再次獲得聯賽季軍及升班，惟同樣僅維持一季便打回原形。1990年代斯圖加特踢球者維持德乙席位近10年，期間雖曾在1994年一度降班，但兩季後即重返德乙行列。於2001年降班到第三級的地區聯賽南區（Regionalliga Süd (III)），當2008年德丙成立時，球隊以第10位的成績僅僅取得加入的資格。但在首個德丙球季，斯圖加特踢球者以榜末第20位降班到第四級的地區聯賽南區（Regionalliga Süd (IV)）。

## 榮譽
- 德國乙級聯賽〈第2級〉冠軍：1988年；
- 地區聯賽南區〈第3級〉冠軍：1995年；
- 德國盃亞軍：1987年；

## 著名球員
- （Jürgen Klinsmann）
- 吉多·布赫瓦尔德（Guido Buchwald）
- 弗雷迪·博比奇（Fredi Bobic）

## 外部連結
- 官方網站 （页面存档备份，存于）
- The Abseits Guide to German Soccer （页面存档备份，存于）